# Kinnara

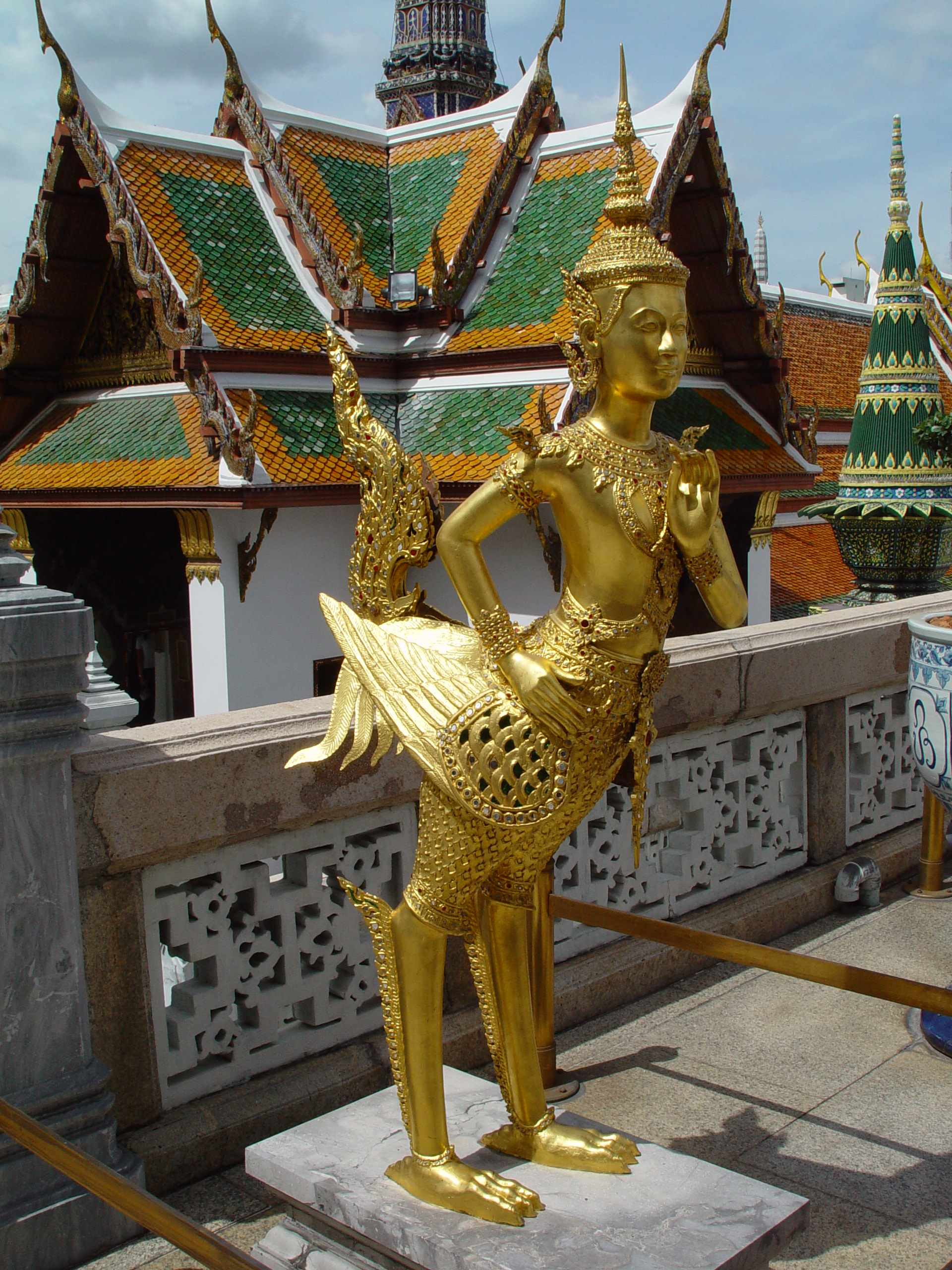
Estátua de um kinnara em Wat Phra Kaew, Banguecoque, Tailândia

Um kinnara é uma figura da mitologia budista e hindu, que é um amante e um músico celestial que na Índia é metade humano e metade cavalo e no Sudeste Asiático é metade humano e metade ave. Nesta última região, os kinnaras (masculino) e as kinnaris são  duas das personagens mitológicas mais populares, seres benevolentes que se acredita terem vindo dos Himalaias e frequentemente velam pelo bem estar dos humanos em tempos de tumulto ou de perigo. O seu carácter é descrito no Adi Parva do Mahabharata na primeira pessoa:
| “ | Nós somos amantes eternos e amados. Nunca nos separamos. Somos eternamente marido e mulher; nunca nos tornamos mãe e pai. Nenhum filho é visto no nosso colo. Somos amante e amado sempre abraçados. Entre nós não permitimos qualquer terceira criatura pedindo afeto. A nossa vida é uma vida de prazer perpétuo. | ” |

São também descritos em vários textos budismo, nomeadamente no Sutra do Lótus.[carece de fontes?]
Na mitologia do Sudeste Asiático, as kinnaris são representadas como metade mulher e metade ave. São uma das muitas muitas criaturas que habitam a mítica floresta Himavanta. Têm a cabela, torso e braços de mulher e asas, cauda e pernas de cisne. São conhecidas pela sua dança, canções e poesia, e são um símbolo tradicional da beleza, graça e habilidade femininas.[carece de fontes?]
O sinólogo e historiador americano Edward H. Schafer salientou que na arte religiosa da Ásia Oriental o kinnara é frequentemente confundido com Kalaviṅka, outra criatura fantástica e imortal que também é metade ave e metade humana, não obstante serem duas criaturas distintas e sem relação uma com a outra.